# FC 72 Erpeldingen
Der Football Club 72 Erpeldingen (luxemburgisch: FC 72 Ierpeldeng) ist ein luxemburgischer Fußballverein aus Erpeldingen an der Sauer. Die Vereinsfarben sind Schwarz und Orange.

## Geschichte
Der Verein wurde am 8. Oktober 1971 gegründet. Seit der Teilnahme am regulären Spielbetrieb im Jahre 1972 stieg der Verein kontinuierlich bis in die zweithöchste luxemburgische Spielklasse auf.
Am Ende der Saison 2008/09 spielte Erpeldingen als 3. der Ehrenpromotion in einem Barragespiel gegen US Rümelingen, den 12. der BGL Ligue, um den Aufstieg in die höchste luxemburgische Spielklasse, unterlag jedoch mit 0:2.
Durch eine 5:6-Niederlage nach Elfmeterschießen im Barragespiel gegen Union Mertert-Wasserbillig stieg Erpeldingen am Ende der Spielzeit 2015/16 nach zwölfjähriger Zugehörigkeit aus der Ehrenpromotion ab. Nach nur einem Jahr gelang dem FC 72 als Meister der 1. Division – 1. Bezirk der sofortige Wiederaufstieg.
2019 folgte dann unter Trainer Charles Leweck ein weiterer Abstieg in die Drittklassigkeit. Am Ende der Saison 2024/25 verpasste Erpeldingen mit einem 13. Platz den direkten Klassenerhalt in der 1. Division. Nach einer 1:2-Niederlage im Barragespiel gegen Vierten der 2. Division - 2. Bezirk, Union Mertert-Wasserbillig, stieg der FC 72 in die viertklassige 2. Division ab.

## Ehemalige Spieler
- Kevin Holtz (2013)
- Charles Leweck (2014–2019)
- Alphonse Leweck (2014–2018)
- Jacques Plein (2014–2016)
- Dan Collette (2014–2015)
- Leandro Barreiro (2015–2016)
- Marc Oberweis (2018)